# Махачкалинская стрелковая дивизия Внутренних войск НКВД
Махачкали́нская стрелко́вая диви́зия Вну́тренних во́йск Наро́дного комиссариа́та вну́тренних дел СССР — воинское формирование (дивизия) советских внутренних войск НКВД, принимавшая участие в операциях Второй мировой войны.

## История
К сентябрю 1942 года численность бандитских формирований в Дагестане составляла более полутора тысяч человек. Бандиты грабили колхозы, воинские обозы, убивали служащих актива советской власти, коммунистической партии и НКВД, разоружали служащих Красной армии. С целью борьбы с резко обострившимся бандитизмом в горных районах Дагестана и проникающими в Дагестан бандитами из Чечни была сформирована 10 августа 1942 года Махачкалинская стрелковая дивизия Внутренних войск НКВД.
Дивизия входила в оперативное подчинение Северной группы войск Закавказского фронта. Располагалась в г. Махачкала (Управление, штаб и политотдел дивизии, 18-й кавалерийский полк, 237-й стрелковый полк, 280-й стрелковый полк) и г. Дербент (268-й стрелковый полк). Также в состав дивизии входили: 177-й отдельный стрелковый батальон, 68-й отдельный медико-санитарный батальон, подрывной отряд, отдельная рота связи, отдельная саперная рота, отдельная авторота.
14 сентября 1942 рота 268-го стрелкового полка вступила в бой с бандитами близко от села Каясан Ужарюртовского района.
15 сентября 1942 рота на районный центр Шаури Цунтинского района напала банда в сотню человек из села Хварши Цумадинского района. Работники районного отделения НКВД, а также советские и партийные работники вели бой почти два дня, до тех пор, пока не подоспели два взвода 280-го стрелкового полка, которые ударили в тыл бандитам и разгромили банду.
15 сентября 1942 рота рядом с селением Красный Можгар бандиты подкараулили и расстреляли из засады несколько членов хасавюртовского райкома ВКП(Б) во главе с первым секретарём райкома. Экстренно туда была направлена оперативная группа из 15 человек особого отдела Северной группы войск Закавказского фронта. У села Юртаул группу окружили бандиты численностью около 150 человек, среди которых было 40 немецких десантников, а часть бандитов прибыла из Ножай-Юртовского района Чечено-Ингушской АССР. На помощь оперативной группе прибыла усиленная рота 177-го отдельного стрелкового батальона. Бои шли до 25 сентября, во время которых почти полностью сгорели сёла Красный Можгар и Датах, однако банда «повстанцев»-бандитов была уничтожена.
С 17 сентября 1942 года проводилась большая операция по уничтожению бандитов в Дагестане. Основную роль в операции играл сводный отряд Махачкалинской стрелковой дивизии численностью 600 человек (400 человек из 237-го стрелкового полка и 200 из 268-го стрелкового полка) во главе с командиром 237-го полка майором Борисенко. Операция проходила в Цумадинском, Ботлихском и Цунтинском районах Дагестанской АССР.
В начале октября 1942 года в состав дивизии включены 283-й и 284-й стрелковые полки.
С 10 октября сводный отряд численностью 450 человек 284-го стрелкового полка под командованием командира полка подполковника Башилова занимался ликвидацией банд в Дахадаевском, Кайтагском, Табасаранском, Дербентском, Хивском районах Дагестана.
9 ноября 1942 года 237-й, 268-й, 280-й и 283-й полки исключены из состава дивизии и переданы в состав 10-го и 11-го гв. корпусов РККА.
20 декабря 1942 года у аула Зандак Хасавюртовского района отряды 177-го отдельного стрелкового батальона завершили ликвидацию бандформирований в Дагестане.
В общей сложности к концу 1942 года в Дагестане было ликвидировано более 38 крупных и мелких банд.
Махачкалинская стрелковая дивизия Внутренних войск НКВД была расформирована 6 января 1943 года.

## Командование
- Хоменко, Василий Афанасьевич — генерал-майор, командир дивизии (11.08.1942 — 31.08.1942)
- Титков, Михаил Никитович — полковник, командир дивизии (05.10.1942 — 01.11.1942)
- Булыга, Андрей Евстафьевич — полковник, командир дивизии (14.11.1942 — 15.01.1943)
- Новиков, Александр Степанович — полковник, нач.штаба (01.10.1942 — нет данных)
- Крылов, Виктор Федорович — полковник, зам.командира (01.10.1942 — нет данных)